# Serenade of the Seas
Le Serenade of the Seas est un paquebot de Royal Caribbean, construit  à Meyer Werft.
Il est le quatrième navire de la classe Radiance comprenant le Brilliance of the Seas, le Jewel of the Seas et le Radiance of the Seas. C'est le sister-ship du Radiance of the Seas.